# نازعة كربوكسيل L-الحمض الأميني العطري
نازعة كربوكسيل L-الحمض الأميني العطري (AADC) المعروفة كذلك باسم نازعة كربوكسيل دوبا (DDC)، نازعة كربوكسيل التريبتوفان و5-هيدروكسي تريبتوفان نازعة الكربوكسيل. هو إنزيم لياز يشفر لدى البشر بواسطة الجين DDC المتواجد على الصبغي 7.

## تفاعلات
يحفز إنزيم AADC العديد من تفاعلات نزع الكربوكسيل:
- L-دوبا إلى دوبامين وهو ناقل عصبي.
- L-فينيل ألانين إلى فينيثيلامين وهو أمين نزر يعمل كمعدل عصبي.
- L-تيروسين إلى تيرامين وهو أمين نزر يعمل كمعدل عصبي.
- L-هستيدين إلى هستامين وهو ناقل عصبي.
- L-تريبتوفان إلى تريبتامين وهو أمين نزر يعمل كمعدل عصبي.
- 5-هيدروكسي تريبتوفان إلى سيروتونين (5-هيدروكسي تريبتامين) وهو ناقل عصبي.

يستخدم هذا الإنزيم فوسفات البيريدوكسال -الهيئة النشطة من فيتامين ب6- كعامل مرافق. مع ذلك، لا يبدو أن لبعض هذه التفاعلات أي أهمية أو دلالة بيولوجية. على سبيل المثال يُخلَّق الهيستامين لدى البشر وكائنات أخرى بشكل حصري بواسطة إنزيم نازعة كربوكسيل الهستيدين.

## علم الوراثة
يُشار إلى الجين المشفر لهذا الإنزيم بالإسم DDC ويتواجد على الصبغي 7 لدى البشر. تم تحري تعدد أشكال النوكليوتيد المفرد وتغيرات جينية أخرى لإيجاد علاقة بينها وبين الاضطرابات النفسية العصبية، كمثال: إيجاد علاقة بين حذف زوج قاعدي واحد في الموضع 601 وحذف أربع أزواج قاعدية في الموضع 722–725 من الإكسون 1 ومرضي اضطراب ثنائي القطب  والتوحد. لم يُعثر على أي علاقة بين التغير الجيني والتوحد.